# Liste von Automuseen im Vereinigten Königreich

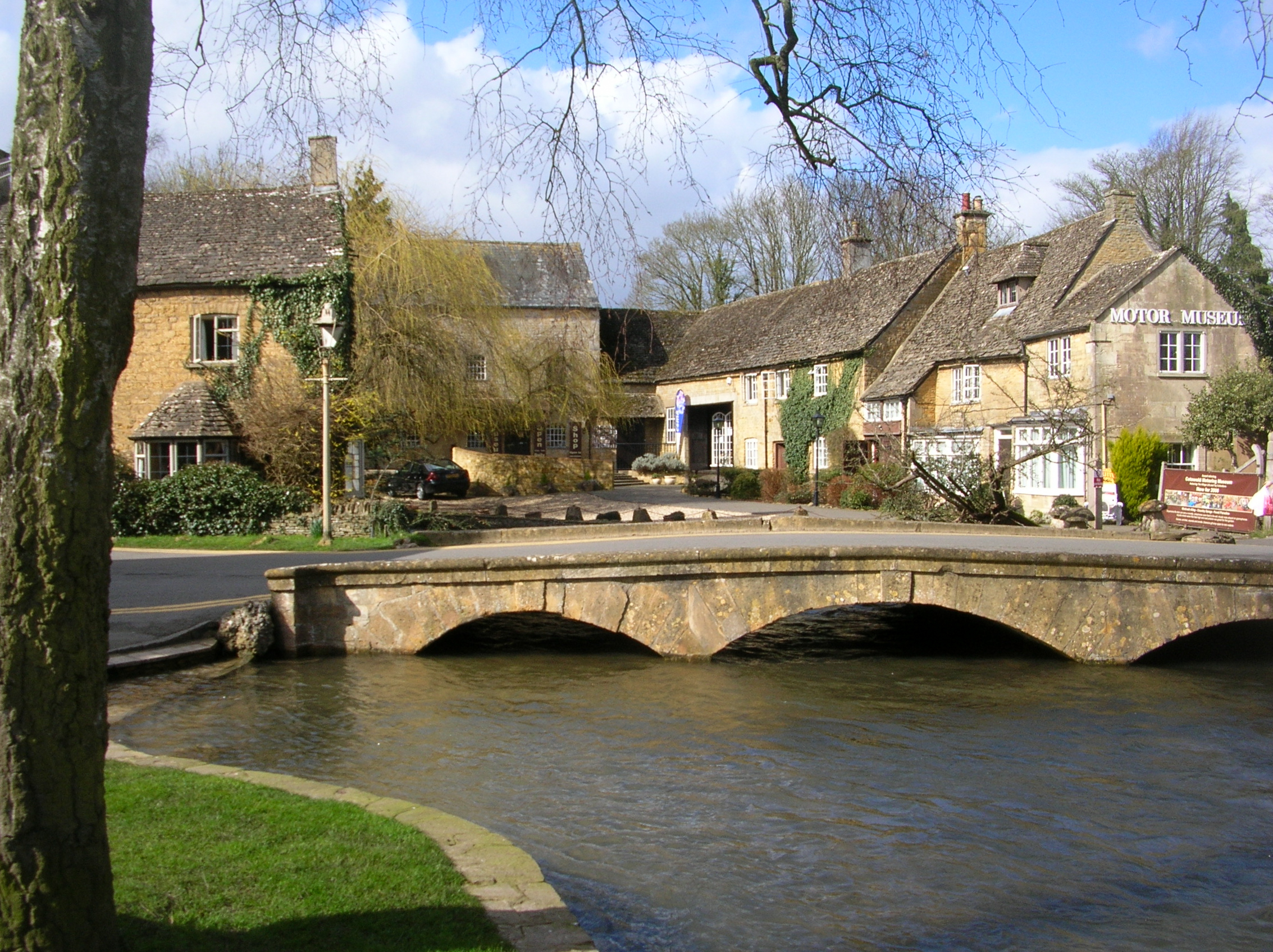
Cotswold Motoring Museum & Toy Collection in Bourton-on-the-Water

Die Automuseen im Vereinigten Königreich sind üblicherweise ganzjährig mit festen Öffnungszeiten geöffnet. Es gibt Motor Museums, die Autos und Motorräder ausstellen, Transport Museums, die zusätzlich andere Transportmittel ausstellen, Werksmuseen, Automuseen, von denen sich einige auf eine Fahrzeugmarke beschränken, sowie Industrie- und Technikmuseen, die neben Autos noch andere Dinge ausstellen.

## Tabellarische Übersicht
Die Tabelle ist absteigend nach der Anzahl der ausgestellten Personenkraftwagen sortiert, und bei gleicher Anzahl alphabetisch aufsteigend nach Ort. In der Spalte Stand ist das Jahr angegeben, auf das sich die Angaben Anzahl ausgestellter Pkw und Besondere Pkw beziehen. Die Auflistung in der Spalte Besondere Pkw erfolgt alphabetisch.

### England
| Name des Museums                                               | Ort                                     | Beschreibung                                                                      | Anzahl ausgestellter Pkw | Stand | Besondere Pkw |
| -------------------------------------------------------------- | --------------------------------------- | --------------------------------------------------------------------------------- | ------------------------ | ----- | --- |
| British Motor Museum                                           | Gaydon, Warwickshire                    | Autos, Schwerpunkt britische Marken                                               | 334                      | 2016  | Albion 8 HP 1902, Alvis TE 1965, Leyland Eight 1927, Marauder A 1951, Stellite 8/10 HP 1919, Thornycroft 20 HP 1904, Trojan 10 HP 1924 und Wolseley 10 HP 1901 |
| Haynes International Motor Museum                              | Sparkford, Somerset                     | Autos, Schwerpunkt Sportwagen, sowie Motorräder                                   | 266                      | 2015  | Allard K 1 1947, Auburn 852 1936, Bricklin SV-1 1975, Cord 810 Beverley 1936, Duesenberg J 1931, Elva Courier 1959, Empire Model 31 1913, Haynes Light 12 1917, Horstmann 8,9 HP 1915, Jordan Playboy 1928, Marendaz 13/70 HP 1934, Moon Model 642 1920, Reliable Dayton 1909, Rochdale Olympic 1968 und Stearns-Knight Model S 1925 |
| National Motor Museum                                          | Beaulieu, Hampshire                     | Autos und Motorräder                                                              | 151                      | 2015  | Alvis Speed 25 1937, Argyll 15/30 HP 1913, Ariel Tricycle 1899, Aston Martin 11 HP 1922, Auburn 851 1935, Benz Velo 1898, Calcott 1925, Columbia Elektrowagen 1901, Daimler 12 HP 1899, De Dietrich Type SM 1903, Frazer Nash Colmore 12/50 HP 1933, Hispano-Suiza 15–45 HP 1912, Humber 8 HP 1909, Knight 1894 (Prototyp), Napier 50 HP 1903, Pennington Autocar 1896, Pope-Tribune 6 HP 1904, Royal Enfield Quadricycle 1900, Talbot 105 1934, Trojan 10 HP PB 1924, TVR Vixen S 3 1970 und Unic 1908                                                                           |
| Caister Castle Motor Museum                                    | Caister-on-Sea, Norfolk                 | Autos                                                                             | 139                      | 2017  | AC Six 1925, American Steam Automobile Dampfwagen 1935, Benz Velo 1899, Buick 20 HP 1922, City & Suburban Elektrowagen 1903, Daimler 30 HP 1913, De-Dion-Bouton-Motordreirad 1900, Delaunay-Belleville 40 HP 1913, Doble Dampfwagen 1924, Eagle Forecar 1902, Hispano-Suiza K 6 1936, Humber 11,4 HP 1925, Hupmobile 1913, Jowett 7/17 HP 1927, La Buire 1922, Lea-Francis 14 HP 1950, Léon Bollée Voiturette 1896, Locomobile Dampfwagen 1900, LSD 8 HP 1923, McLaughlin-Buick 1937, Minerva 32 CV Type AK 1929, Stanley Dampfwagen 1913, Stoewer 1913 und White Dampfwagen 1904 |
| Coventry Transport Museum                                      | Coventry, West Midlands                 | Autos, Schwerpunkt britische Marken                                               | 124                      | 2016  | Albatros 10 HP 1923, Alvis 10/30 HP 1920, Armstrong Siddeley Star Sapphire 1960, Austin 7 HP Swallow 1929, Calcott 10 HP 1922, Coventry-Premier 8 HP Dreirad 1921, Godiva 7 HP 1901, Lea-Francis Hyper S 1929, Maudslay 17 HP 1909, Paykan 1983, Riley 12/18 HP 1908, Siddeley-Deasy 18/24 HP 1912, Singer 8 HP Junior 1926, S.S.1 1933, Standard Swallow 9 HP 1930 und Swift 12/35 HP 1923 |
| Atwell-Wilson Motor Museum                                     | Calne, Wiltshire                        | Autos und Motorräder                                                              | 69                       | 2015  | Alvis Speed 20 1934, Clyno 10,8 HP 1928, Daimler 24 HP 1938, Morris Major 6 1932, Riley 9 HP 1931, Standard Little 9 1933 und Wolseley 4/44 1955 |
| Lakeland Motor Museum                                          | Backbarrow, Cumbria                     | Autos und Motorräder                                                              | 60                       | 2016  | Africar, Amphicar 770 1966, Bamby 1983, British Salmson 1936, De Dion-Bouton 8 CV 1907, Gaillardet Dreirad 1899, Peel P50 1964, Scootacar 1959 und TVR 1952 |
| Brooklands Museum                                              | Weybridge, Surrey                       | Autos und Motorräder                                                              | 55                       | 2015  | AC 5/6 HP 1910, Alvis FWD 1928, Duesenberg 1927, Napier 15 HP 1911, Railton Straight 8 Terraplane 1934, Siddeley 1904 und Vauxhall 20/60 HP 1928 |
| Moretonhampstead Motor Museum                                  | Moretonhampstead, Devon                 | Autos und Motorräder                                                              | 49                       | 2015  | AC 12 HP 1924, Armstrong Siddeley 18 HP 1926, Bond Bug, BSA 10 HP 1934, Humber Hawk 1959, Jowett Javelin 1951, Riley 2.6 1959, Rover P 6 1971 und Vauxhall Cresta 1962 |
| North Yorkshire Motor Museum                                   | Thornton-le-Dale, North Yorkshire       | Autos und Motorräder                                                              | 48                       | 2005  | Chevrolet Fleetline Fleetmaster 1948, Ford 10 HP 1936, MG Series Y 1948 und Reo Flying Cloud 1935 |
| Dunsfold Collection of Land Rovers                             | Dunsfold bei Godalming, Surrey          | Autos, Schwerpunkt Land Rover, Besichtigung nur nach Vereinbarung                 | 47                       | 2004  | Land Rover Serie I, II, II A und III, Defender, Discovery und Forward Control und Range Rover |
| Vauxhall Heritage Centre                                       | Luton                                   | Autos der Marke Vauxhall, nur einen Tag im Jahr geöffnet                          | 45                       | 2015  | Vauxhall 5 HP, 6 HP, 9 HP, 10 HP, 14/40 HP, 16 HP, 20/60 HP, 23/60 HP, 25 HP, 30/98 HP, Astra, Calibra, Carlton, Cavalier, Chevette, Cresta, Prince Henry, Victor, Viscount, Viva und Wyvern |
| Bentley Wildfowl & Motor Museum                                | Halland, East Sussex                    | Tierpark und Automuseum mit Autos und Motorrädern                                 | 44                       | 2015  | AC Invacar 1965, Alldays 10/12 HP 1909, Enfield 1971, Frazer Nash Mille Miglia 1950, GWK 10,8 HP 1921, Hazelcar 1951, Ogle SX 1000 1962 und Riley 9 HP Monaco 1927 |
| Bubble Car Museum                                              | Langrick bei Boston, Lincolnshire       | Kleinwagen und Motorräder                                                         | 43                       | 2017  | Bamby, Berkeley B105 und T 60, Bond Bug und Minicar, Flipper, Frisky Family Three 1959, Inter Kabinenroller, Mini Comtesse 1978, Mini-Cat, Nobel 200, Replicar Cursor, Scootacar 1960, Secma 2001, Tomcar, Trojan 200, WMC Bug 1990–1991, und Zündapp Janus |
| Cotswold Motoring Museum & Toy Collection                      | Bourton-on-the-Water, Gloucestershire   | Autos und Motorräder                                                              | 34                       | 2015  | American Austin Bantam 1934, Invicta 12/45 HP 1932, MG J 2 Midget 1932, Riley 12/6 Kestrel 1935, Standard 8 HP 1946 und Sunbeam Alpine 1954 |
| Newburn Hall Motor Museum                                      | Newburn, Newcastle upon Tyne            | Autos                                                                             | 31                       | 2017  | Austin Montego 1988, Invicta Black Prince 1947, Riley 4/72 1967, Standard 11,6 HP 1924 und Triumph Spitfire 1972 |
| Science Museum Wroughton                                       | Wroughton, Wiltshire                    | Autos und Flugzeuge, stark eingeschränkte Öffnungszeiten                          | 31                       | 2004  | AC Acedes 1966, Bentley 3 Liter 1924, Benz Modell 3 1888, Daimler Riemenwagen 1895, Ford Comuta 1967 und Modell N 1906, Kriéger Elektrowagen 1904, Lanchester 8 HP 1897, MMC 6 HP 1899, Stanley Dampfwagen 1899, Tippen Delta 1964 und Vauxhall 5 HP 1903 |
| Marshalls Post-Vintage Humber Car Museum                       | Kingston upon Hull, Yorkshire           | Autos der Marke Humber, Besichtigung nur nach Vereinbarung                        | 27                       | 2005  | Humber Hawk, Imperial, New Imperial, Pullman, Sceptre, Snipe und Super Snipe |
| World of Country Life                                          | Exmouth, Devon                          | Tierpark mit Autos, Motorrädern und landwirtschaftlichen Geräten                  | 25                       | 2015  | Austin 7 HP 1930, Bean 14 HP 1926, Citroën 5 CV 1921, Napier 30 HP 1909, Peugeot Typ 144 A Colonial 1914, Phoenix Quadcar 1906 und Rambler Stanhope 1903 |
| History on Wheels Motor Museum                                 | Eton Wick, Berkshire                    | Autos                                                                             | 24                       | 2016  | Amilcar Type CGSS 1927, Austin 8, BSA 1932, Citroën B 14 G, Delaunay-Belleville 1924, Peugeot 301 und Tatra 57 K |
| Whitewebbs Museum                                              | Enfield, Greater London                 | Autos, Motorräder und Nutzfahrzeuge                                               | 21                       | 2015  | 16 HP 1948, Ford Zephyr 1962, Riley Tricar 1906 und Standard 12 HP 1936 |
| Black Country Living Museum                                    | Dudley, West Midlands                   | Freiluftmuseum mit kleiner Autosammlung                                           | 20                       | 2016  | AJS 9 HP 1930, Bean 14 HP 1925, Clyno 10,8 HP 1926–1927, Frisky Family Three 1960, Kieft 1100 1952, Star Comet 18 1931, Turner 9 HP 1911 und Turner-Miesse Dampfwagen 1904 |
| Shuttleworth Collection                                        | Biggleswade, Bedfordshire               | Autos, Motorräder und Flugzeuge                                                   | 19                       | 2015  | Arrol-Johnston 10 HP 1901, Austin 12 HP 1931, Crossley 20/25 HP 1912, International Roger Benz 3,5 HP 1898, Jowett 7/17 HP Type C 1926, Locomobile Dampfwagen 1901 und Wolseley 24/30 HP 1912 |
| Museums Collections Centre                                     | Birmingham                              | Technikmuseum mit Autos und Motorrädern, stark eingeschränkte Öffnungszeiten      | 19                       | 2016  | Ariel 10 HP 1923–1925, Armstrong Siddeley 17 HP 1935, Bean 14 HP 1927, Castle Four 1919, Clément-Panhard 1901–1902, Jackson 8 HP 1909 und Singer 10 HP 1920 |
| Donington Grand Prix Collection                                | Castle Donington, Leicestershire        | Autos, Schwerpunkt Rennwagen                                                      | 19                       | 2016  | AC Cobra, Austin 7, Lotus Elan, MG TC, Salmson VAL 3 und Trippel SG 6 |
| Stonehurst Family Farm                                         | Mountsorrel, Leicestershire             | Tierpark mit kleiner Autoausstellung                                              | 19                       | 2015  | Austin 7, Austin-Healey Sprite, Daimler SP 250, Morris Cowley, Vauxhall 30/98 HP und Wolseley 12/16 1911 |
| National Motorcycle Museum                                     | Bickenhill bei Solihull, West Midlands  | Motorradmuseum mit einigen Autos                                                  | 18                       | 2015  | AJS 9 HP 1929, Ariel Tricycle, Beeston Tricycle 1898, BSA 9 HP 1932, Century Tandem Forecar 1902, Dennis Tricycle 1898, Douglas 10,5 HP 1921, Garrard Forecar 1904, National Tricar 1904–1905, Quadrant Forecar 1904, Raleigh Tricar 1904, Rex Rexette 1905, Royal Enfield Quadricycle 1898 und Seal 8 HP 1924 |
| Sandringham Museum                                             | Sandringham (England), Norfolk          | Autos                                                                             | 18                       | 2017  | Alvis TD 21 1961, Daimler 6 HP, 30 HP, 45 HP, 57 HP, 4,5 Liter und DE 27, Ford Pilot 1951, Rolls-Royce Phantom V 1961 und Vauxhall Cresta 1961 |
| Lincolnshire Road Transport Museum                             | North Hykeham, Lincolnshire             | Autos und Busse                                                                   | 17                       | 2017  | Austin 10/4, 12 HP, 18 HP, Allegro und Champ, Ford V8 1937, Hillman Super Minx 1966, Morris Minor 1971, Singer 8 HP Junior 1930, S.S. Jaguar 2 ½ Litre 1939 und Vauxhall Light 6 1937 |
| Brattle Farm Museum                                            | Staplehurst, Kent                       | Autos und landwirtschaftliche Geräte, Besichtigung nur nach Vereinbarung          | 17                       | 2004  | Arrol-Johnston 15,9 HP 1920, Austin A40 1953, Delage Type DIS 1927, Fiat 514 1931, Lagonda 1929, Morris 8 HP 1935, Rolls-Royce 20/25 HP 1936 und Talbot 10/23 HP 1924 |
| Dover Transport Museum                                         | Whitfield bei Dover, Kent               | Autos und Busse                                                                   | 17                       | 2016  | Austin 7 HP 1936, Ford Y 1936, Rover P 4 1961 und Winchester Taxi 1966 |
| Bradford Industrial Museum                                     | Bradford                                | Industriemuseum mit kleiner Autosammlung der örtlichen Marken Bradford und Jowett | 15                       | 2016  | Bradford 1948, Jowett 6 HP, 10 HP, 7/17 HP, 8 HP, Javelin und Jupiter und Scott Sociable 1922 |
| C.M. Booth Collection of Historic Vehicles & Falstaff Antiques | Rolvenden, Kent                         | Autos, Schwerpunkt Morgan                                                         | 15                       | 2015  | Humber Olympia Tricar 1904, Morgan Aero, F 4, Grand Prix, Standard und Super Sports und Morris Cowley 1929 |
| Northwest Museum of Road Transport                             | Saint Helens, Lancashire                | einige Autos, mehr Busse                                                          | 15                       | 2016  | American LaFrance 1914, Lincoln Continental 1968, 1976 und 1979, Morris Minor und Wolseley 16/60 1970 |
| Streetlife, Hull Museum of Transport                           | Kingston upon Hull, Kingston upon Hull  | Stadtmuseum mit Autos und anderen Transportmitteln                                | 13                       | 2017  | Cleveland Elektrowagen 1901, Coventry Motette 1898, Daimler Tonneau 1899, De Dion-Bouton Quadricycle 1899, Gardner-Serpollet Dampfwagen 1901, Lanchester 20 HP 1907–1908, Marshall Dogcart 1900, Panhard & Levassor Wagonette 1899, Sturmey 1900 und White Dampfwagen 1901 |
| Science Museum                                                 | London                                  | Technikmuseum mit Autos                                                           | 13                       | 2011  | De-Dion-Bouton-Motordreirad 1899, Hino Comtessa 1965, Panhard & Levassor M2E 1894 und Rover Gasturbinenfahrzeug 1950 |
| Oxford Bus Museum mit Morris Motors Museum                     | Long Hanborough, Oxfordshire            | einige Autos von Morris, mehr Busse, dazu Motorräder                              | 12                       | 2016  | Morris Eight 1935, Ital, Minor, Oxford und Ten 1937 |
| Canterbury Motor Museum                                        | Canterbury, Kent                        | Autos und Motorräder, Besichtigung nur nach Vereinbarung                          | 10                       | 2016  | Adler 1908, Bianchi Tipo S 1915, BSA 1924, Humber 6,5 HP Royal Humberette 1904 und Wolseley 1100 1966 |
| Science and Industry Museum                                    | Manchester, Manchester                  | Industriemuseum mit kleiner Autosammlung                                          | 10                       | 2016  | Belsize 10/12 HP 1912, Crossley 40 HP 1909, Regis 6 1935 und Shelsley 1929, Imperial Tonneau 1904, Rolls-Royce 10 HP 1905 und Yak Yeoman |
| RAF Museum Cosford                                             | Shifnal bei Cosford, Shropshire         | Militärmuseum mit Flugzeugen und einigen Autos                                    | 7                        | 2015  | Mini 1962, Morris Minor, Opel Senator und VW Käfer |
| Bredgar and Wormshill Light Railway                            | Bredgar, Kent                           | Eisenbahnmuseum mit einigen Autos                                                 | 6                        | 2015  | Austin-Healey 3000 1964, Bean 11.9 HP und 14 HP und Morris Minor |
| Milestones - Hampshire’s Living History Museum                 | Basingstoke, Hampshire                  | Stadt von 1900 mit kleiner Autosammlung                                           | 5                        | 2004  | Morris 8 HP 1935 und Thornycroft 1903 |
| East Anglian Transport Museum                                  | Carlton Colville, Lowestoft, Suffolk    | einige Autos, mehr Busse und Straßenbahnen                                        | 5                        | 2005  | Austin 10/4 Sherborne 1936 und Morris Minor Lieferwagen 1968 |
| Aston Martin Heritage Trust Museum                             | Drayton, Oxfordshire                    | Firmenmuseum mit 5 Autos                                                          | 5                        | 2016  | Aston Martin Vanquish und Aston Martin Vantage 1972–1973 |
| Museum der Morgan Motor Company                                | Malvern Link, Worcestershire            | Firmenmuseum mit 5 Autos                                                          | 5                        | 2015  | Morgan Dreiräder und Plus 8 |
| North of England Open Air Museum                               | Beamish bei Durham                      | Freiluftmuseum, Dorf von 1900 mit kleiner Autosammlung                            | 4                        | 2005  | Armstrong Whitworth 30 HP 1908, Renault Type AX 1913 und SHEW (Seaham Harbour Engine Works) 1906 |
| Bexhill Museum                                                 | Bexhill-on-Sea, East Sussex             | Stadtmuseum mit einigen Autos                                                     | 4                        | 2015  | Elva 1100 und Gardner-Serpollet Dampfwagen 1902 |
| Wirral Tramway & Wirral Transport Museum                       | Birkenhead, Cheshire                    | Autos und Busse                                                                   | 4                        | 2016  | Austin 1800 1965, Citroën 5 CV 1924 und Triumph Dolomite 1976 |
| M Shed (zuvor Bristol Industrial Museum)                       | Bristol                                 | Industriemuseum mit kleiner Autosammlung                                          | 4                        | 2004  | Bristol 16/20 HP Type T 1906, Bristol 403 1954 und Daimler 6-7 HP 1898 |
| Stockwood Discovery Centre                                     | Luton, Bedfordshire                     | Autos von Vauxhall Motors und Kutschen                                            | 4                        | 2015  | Vauxhall Victor 1960, Viva 1973 und Wyvern 1953 |
| Chiltern Museum of Motoring                                    | Ashendon, Aylesbury, Buckinghamshire    | einige Autos, mehr Automobilia                                                    | 3                        | 2004  | Austin-Healey 3000 1964, Invicta 12/45 HP 1933 und Jaguar XJ-S 1980 |
| Bicton Park Botanical Gardens                                  | East Budleigh                           | Park mit kleiner Technikausstellung                                               | 3                        | 2017  | Austin-Healey Sprite 1958 und Messerschmitt Kabinenroller KR 200 1957 |
| Museum of Liverpool Life                                       | Liverpool                               | Stadtmuseum mit kleiner Autosammlung                                              | 3                        | 2016  | Ford Anglia 105 E 1963, Liver 3,5 HP 1900 und Riley Kestrel 1300 1969 |
| Kelham Island Museum                                           | Sheffield                               | Industriemuseum mit kleiner Autosammlung                                          | 3                        | 2016  | Charron-Laycock 1922, Richardson 1921 und Sheffield-Simplex 1920 |
| Burwell Museum of Fen Edge Village Life                        | Burwell, Cambridgeshire                 | Landmuseum mit 2 Autos                                                            | 2                        | 2017  | Austin 7 1929 und Holsman 1907 |
| Tolson Memorial Museum                                         | Huddersfield, West Yorkshire            | Stadtmuseum mit kleiner Autosammlung                                              | 2                        | 2016  | L.S.D. 8 HP 1921 und Valveless 19,9 HP 1914 |
| Industrial Museum Nottingham                                   | Nottingham                              | Industriemuseum mit kleiner Autosammlung                                          | 2                        | 2016  | Brough Superior 1936 und Celer 8 HP 1904 |
| Museum of Bath at Work                                         | Bath, Somerset                          | Stadtmuseum mit einem Auto                                                        | 1                        | 2015  | Horstmann 8,9 HP 1914 |
| County Museum Hartlebury                                       | Hartlebury, Worcestershire              | Stadtmuseum mit einem Auto                                                        | 1                        | 2015  | Castle Three 10 HP 1921 |
| Manor House Museum                                             | Kettering, Northamptonshire             | Stadtmuseum mit kleiner Autosammlung                                              | 1                        | 2004  | Robinson 1907 |
| Levens Hall Steam Collection                                   | Levens bei Kendal, Cumbria              | Schloss mit Sammlung von Dampffahrzeugen                                          | 1                        | 2005  | Puritan Dampfwagen 1902 |
| Vestry House Museum                                            | Walthamstow, London                     | Stadtmuseum mit einem Auto                                                        | 1                        | 2011  | Bremer 1892 |
| Museum of London                                               | London                                  | Stadtmuseum mit einem Auto                                                        |                          |       | |
| Great Central Railway - Nottingham                             | Ruddington, Nottinghamshire             | Busmuseum mit einigen Autos                                                       |                          |       | |
| Craven Collection of Classic Motorcycles and Light Commercials | Stockton-on-the-Forest, York, Yorkshire | einige Autos, mehr Motorräder                                                     |                          |       | |
| Filching Manor Motor Museum                                    | Wannock bei Polegate, East Sussex       | Autos, Besichtigung nur nach Vereinbarung                                         |                          |       | |

### Schottland
| Name des Museums            | Ort und Region                       | Beschreibung                                        | Anzahl ausgestellter Pkw | Stand | Besondere Pkw |
| --------------------------- | ------------------------------------ | --------------------------------------------------- | ------------------------ | ----- | --- |
| Riverside Museum            | Glasgow                              | Transportmuseum mit Autos                           | 63                       | 2017  | AC Invacar 1971, Albion 8 HP, 12 HP und 16 HP, Alvis TA 21 1951, Argyll 2 ¾ HP, 5 HP, 6 HP, 10/12 HP, 12/40 HP und 14/16 HP, Arrol-Johnston 10 HP, 15,9 HP und TT, Beardmore Hyper Taxi 1932, Galloway 10/20 HP 1924, Haldane HD 300 1994, Rolls-Royce 15 HP und Triumph Mayflower |
| Grampian Transport Museum   | Alford, Aberdeenshire                | Autos und Motorräder                                | 36                       | 2017  | Albion A 61909, Alvis Firefly 1933, Argyll 14/16 HP 1908, Argyll Turbo 1976, Arrol-Johnston 10 HP und 15,9 HP, Bramham 1923, Craigievar Express Dampfwagen 1895, Hillman Imp 1963, Parabug 1972 und Trojan 200 1963                                                                |
| Myreton Motor Museum        | Aberlady, East Lothian               | Autos und Motorräder                                | 34                       | 2017  | Argson Versehrtenfahrzeug, Arrol-Johnston 15,9 HP Typ D 1923, Galloway 12/30 HP 1927, Morris Oxford 1925 und Wolseley 1500 1958 |
| Moray Motor Museum          | Elgin, Moray                         | Autos und Motorräder                                | 30                       | 2017  | Bristol 404 1954, Daimler 16 HP 1910, Fiat 510 1924, H.R.G. 1950, Morris Cowley, Renault Type AX, Speedwell 1904 und SS 100 1937 |
| Bo’ness Motor Museum        | Bo’ness, Falkirk                     | Autos und Motorräder                                | 23                       | 2017  | Aston Martin DB6 1965, Austin A30 1955, DeLorean DMC-12, Ford Popular 1953, Lotus Esprit 1976, Rolls-Royce Silver Shadow und Sunbeam Alpine 1966 |
| Dundee Museum of Transport  | Dundee                               | Transportmuseum mit Autos und Bussen                | 19                       | 2017  | Austin A35 1963, MG TD, Morris Minor 1972, Scamp 1967, Standard Vanguard 1951 und Vauxhall Chevette 1983 |
| Royal Museum                | Edinburgh                            | Stadtmuseum mit kleiner Autosammlung                | 5                        | 2017  | Argyll 15 HP 1910 und Morris Mini 1959 |
| Scottish Vintage Bus Museum | Lathalmond                           | Transportmuseum mit vielen Bussen und wenigen Autos | 3                        | 2017  | Ford Escort 1978, Heinkel Kabine und Trojan 200 |
| David Coulthard Museum      | Kirkcudbright, Dumfries and Galloway | Autos, Schwerpunkt Rennwagen                        |                          |       | |

### Wales
| Name des Museums                        | Ort und Region           | Beschreibung         | Anzahl ausgestellter Pkw | Stand | Besondere Pkw |
| --------------------------------------- | ------------------------ | -------------------- | ------------------------ | ----- | --- |
| Anglesey Transport & Agriculture Museum | Newborough, Anglesey     | Autos und Motorräder | 41                       | 2017  | Austin 10/4 1933, Ford Zodiac 1964, Hillman Minx 1953, Morris 1100 1967, Reliant 1981, Rolls-Royce Silver Shadow 1977, Triumph Herald 1967, Vanden Plas Princess 4 Litre R 1966, Vauxhall Carlton, Cavalier, Cresta und Victor |
| Llangollen Motor Museum                 | Llangollen, Denbighshire | Autos und Motorräder | 27                       | 2016  | AC 2-Litre 1948, Austin 7 1932, Citroën B 12 1925, Douglas Hartley 1961–1968 (Einzelstück), Gilbern GT 1961, Harding 1920–1925 und Standard 16 HP Jubilee 1935                                                                 |
| Museum of the 50s Era                   | Denbigh, Denbighshire    | Autos                | 11                       | 2017  | Austin A35, Beardmore Taxi 1960, Ford Anglia 1953, Hindustan Ambassador 1996, Morris Cowley 1955 und Wolseley 15/50 |
| Madog Motor Museum                      | Porthmadog, Gwynedd      | Autos und Motorräder |                          |       | |

### Nordirland
| Name des Museums               | Ort und Region                  | Beschreibung                     | Anzahl ausgestellter Pkw | Stand | Besondere Pkw |
| ------------------------------ | ------------------------------- | -------------------------------- | ------------------------ | ----- | --- |
| Ulster Folk & Transport Museum | Cultra bei Belfast, County Down | Autos und andere Transportmittel | 36                       | 2017  | AC Invacar ca. 1970, Amphicar 770 1967, Bean 14/40 HP 1928, Belsize 10/12 HP 1911, Chambers 18/48 HP 1925, DeLorean DMC-12 1981, Lanchester 10 HP 1952, Minerva 16 CV 1911, MMC ca. 1904, Nobel 200 1960, Riley Sprite Kestrel 1937 und Vanden Plas Princess 1300 1969 |